# Médaille "Für Verdienste im Brandschutz"

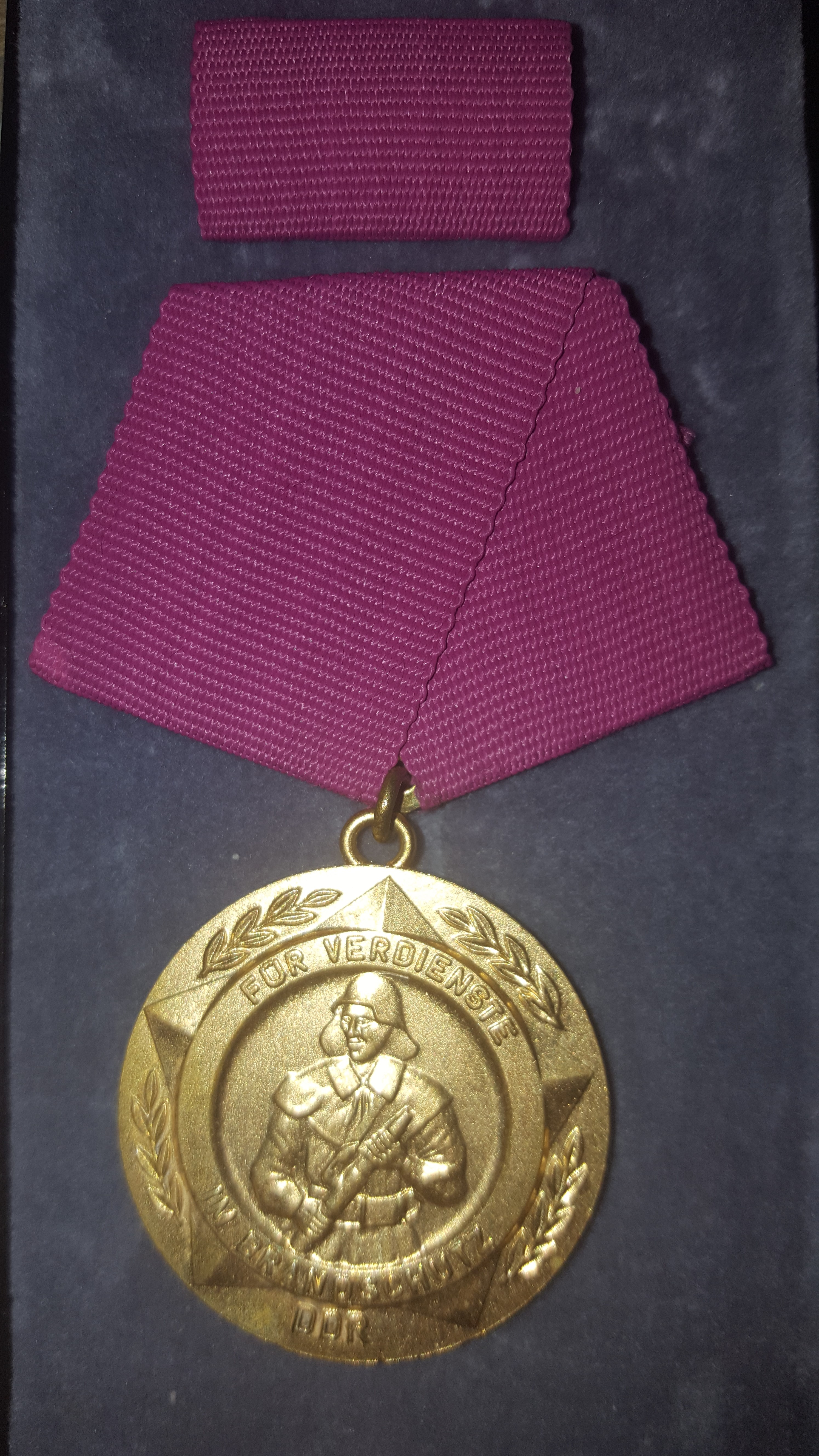
Médaille et ruban "Für Verdienste im Branschutz" (avers)

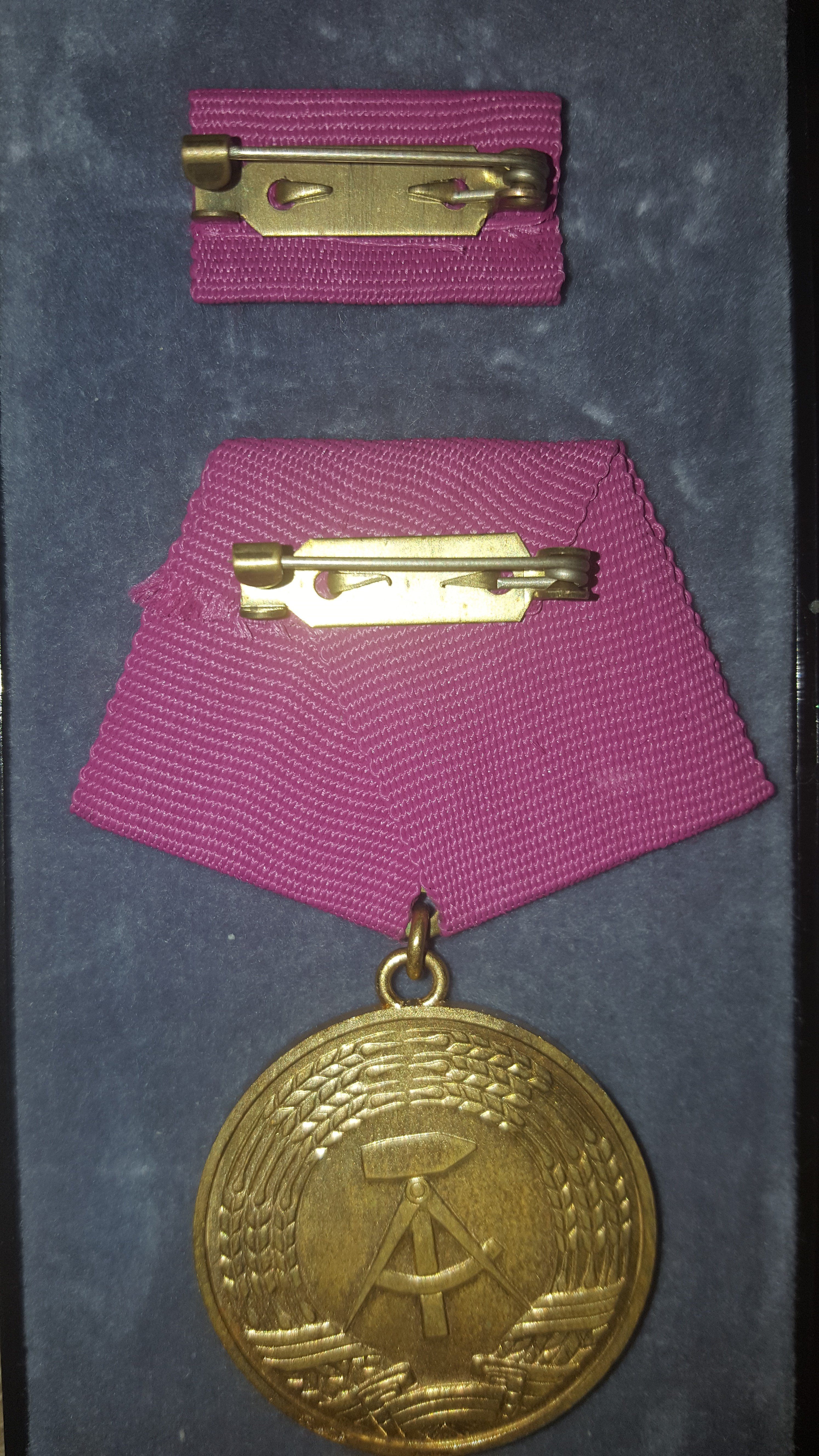
Médaille et ruban "Für Verdienste im Brandschutz" (revers)

La médaille du mérite en matière de protection contre l’incendie (en allemand, "Für Verdienste im Brandschutz") était un prix décerné par l’État aux pompiers de République démocratique allemande (RDA), à partir du 24 août 1968. La médaille était décernée pour l'excellence, le courage personnel et l'engagement du pompier à remplir ses obligations en matière de lutte contre l’incendie et à assurer l’économie et la vie, la santé et, d’autre part, les biens du citoyen de la RDA. La médaille, qui pouvais être décernée plusieurs fois, a pu être décernée non seulement à des individus, mais aussi à des collectifs, des services, des institutions et des entreprises. En outre, les pompiers de premier ordre étaient autorisés à apposer le symbole de la médaille sur leurs uniforme et véhicules, par exemple sous forme d’étiquette derrière le pare-brise du véhicule d’intervention.

## Aspect et mode de transport
La médaille, dorée à l'or fin, de 32 mm de diamètre présente sur son avers une étoile gaufrée à cinq pointes, dont la surface circulaire interne est en creux. Dans les espaces entre les pointes d’angle, il y a une branche de laurier courbée, soit quatre au total. L'espace du bas entre deux branches est rempli par l'inscription "DDR". Dans le cercle interne, on voit la forme en relief d’un pompier en tenue de feu, tenant un tuyau d’incendie dans ses mains. La surface circulaire en creux est entourée d’un anneau en relief qui présente la transcription : "Für Verdienste" (pour le mérite) (en haut) et "im Brandschutz" (pour la protection contre l'incendie) (en bas). Le revers de la médaille montre les armoiries de la RDA. La médaille est sur une agrafe pentagonale de 24 mm de large. Le ruban mesure 24mm sur 14 mm. Elle se portait sur le côté supérieur gauche de la poitrine.